# Magyarország a 2016-os úszó-Európa-bajnokságon
Magyarország a nagy-britanniai Londonban megrendezendő 2016-os úszó-Európa-bajnokság egyik részt vevő nemzete volt.

## Versenyzők száma
| Sportág, szakág | Magyar résztvevő | Magyar résztvevő | Magyar résztvevő |
| Sportág, szakág | Férfi            | Nő               | Össz.            |
| Úszás           | 20               | 11               | 31               |
| Műugrás         | 0                | 2                | 2                |
| Összesen        | 20               | 13               | 33               |

## Érmesek
| Érem  | Versenyző                                                                       | Versenyszám | Versenyszám             | Dátum     |
| ----- | ------------------------------------------------------------------------------- | ----------- | ----------------------- | --------- |
| Arany | Hosszú Katinka                                                                  | úszás       | Női 400 m vegyes        | május 16. |
| Arany | Hosszú Katinka                                                                  | úszás       | Női 200 m hát           | május 17. |
| Arany | Kapás Boglárka                                                                  | úszás       | Női 800 m gyors         | május 19. |
| Arany | Hosszú Katinka                                                                  | úszás       | Női 200 m vegyes        | május 19. |
| Arany | Cseh László                                                                     | úszás       | Férfi 200 m pillangó    | május 19. |
| Arany | Jakabos Zsuzsanna Verrasztó Evelyn Kapás Boglárka Hosszú Katinka (Késely Ajna)  | úszás       | Női 4 × 200 m gyors     | május 19. |
| Arany | Kapás Boglárka                                                                  | úszás       | Női 1500 m gyors        | május 21. |
| Arany | Cseh László                                                                     | úszás       | Férfi 100 m pillangó    | május 21. |
| Arany | Verrasztó Dávid                                                                 | úszás       | Férfi 400 m vegyes      | május 22. |
| Arany | Kapás Boglárka                                                                  | úszás       | Női 400 m gyors         | május 22. |
| Ezüst | Cseh László                                                                     | úszás       | Férfi 50 m pillangó     | május 17. |
| Ezüst | Hosszú Katinka                                                                  | úszás       | Női 100 m hát           | május 19. |
| Ezüst | Bohus Richárd                                                                   | úszás       | Férfi 50 m hát          | május 19. |
| Ezüst | Szilágyi Liliána                                                                | úszás       | Női 200 m pillangó      | május 22. |
| Bronz | Kormos Villő Reisinger Zsófia                                                   | műugrás     | Női 10 m szinkron       | május 10. |
| Bronz | Bernek Péter                                                                    | úszás       | Férfi 400 m gyors       | május 16. |
| Bronz | Jakabos Zsuzsanna                                                               | úszás       | Női 400 m vegyes        | május 16. |
| Bronz | Balog Gábor Financsek Gábor Verrasztó Evelyn Jakabos Zsuzsanna (Földházi Dávid) | úszás       | Vegyes 4 × 100 m vegyes | május 17. |
| Bronz | Kenderesi Tamás                                                                 | úszás       | Férfi 200 m pillangó    | május 19. |
| Bronz | Balog Gábor Financsek Gábor Cseh László Bohus Richárd                           | úszás       | 4 × 100 m vegyes        | május 22. |

## Úszás
Férfi
| Versenyző                                                 | Versenyszám      | Előfutam     | Előfutam     | Előfutam     | Elődöntő     | Elődöntő     | Elődöntő     | Döntő    | Döntő    |
| Versenyző                                                 | Versenyszám      | Idő          | Hely.        | Össz.        | Idő          | Hely.        | Össz.        | Idő      | Helyezés |
| --------------------------------------------------------- | ---------------- | ------------ | ------------ | ------------ | ------------ | ------------ | ------------ | -------- | -------- |
| Balog Gábor                                               | 50 m hát         | visszalépett | visszalépett | visszalépett | kiesett      | kiesett      | kiesett      | kiesett  | kiesett  |
| Balog Gábor                                               | 100 m hát        | 54,86        | 4.           | 9.           | 54,20        | 4.           | 7.           | 54,35    | 5.       |
| Balog Gábor                                               | 200 m hát        | 1:58,70      | 3.           | 4.           | 1:59,04      | 3.           | 7.           | 1:58,66  | 4.       |
| Bernek Péter                                              | 200 m gyors      | 1:48,80      | 6.           | 14.          | 1:48,22      | 5.           | 11.          | kiesett  | kiesett  |
| Bernek Péter                                              | 400 m gyors      | 3:47,05      | 2.           | 2.           |              |              |              | 3:46,81  |          |
| Biczó Bence                                               | 100 m pillangó   | 54,55        | 10.          | 50.          | kiesett      | kiesett      | kiesett      | kiesett  | kiesett  |
| Biczó Bence                                               | 200 m pillangó   | 1:57,50      | 3.           | 5.           | kiesett      | kiesett      | kiesett      | kiesett  | kiesett  |
| Bohus Richárd                                             | 50 m gyors       | 22,46        | 1.           | 12.          | 22,47        | 8.           | 16.          | kiesett  | kiesett  |
| Bohus Richárd                                             | 100 m gyors      | 48,92        | 4.           | 9.           | 48,99        | 6.           | 12.          | kiesett  | kiesett  |
| Bohus Richárd                                             | 50 m hát         | 25,44        | 3.           | 9.           | 25,04        | 3.           | 5.           | 24,82    |          |
| Cseh László                                               | 50 m pillangó    | 23,89        | 1.           | 5.           | 23,57        | 3.           | 4.           | 23,31    |          |
| Cseh László                                               | 100 m pillangó   | 52,05        | 1.           | 1.           | 51,64        | 1.           | 1.           | 50,86    |          |
| Cseh László                                               | 200 m pillangó   | 1:54,51      | 1.           | 1.           | 1:54,29      | 1.           | 1.           | 1:52,91  |          |
| Cseh László                                               | 200 m vegyes     | 1:58,17      | 1.           | 1.           | visszalépett | visszalépett | visszalépett | kiesett  | kiesett  |
| Financsek Gábor                                           | 50 m mell        | 28,22        | 7.           | 21.          | visszalépett | visszalépett | visszalépett | kiesett  | kiesett  |
| Financsek Gábor                                           | 100 m mell       | 1:01,51      | 7.           | 15.          | 1:01,46      | 7.           | 13.          | kiesett  | kiesett  |
| Földházi Dávid                                            | 100 m hát        | 55,37        | 7.           | 18.*         | 55,35        | 8.           | 16.          | kiesett  | kiesett  |
| Földházi Dávid                                            | 200 m hát        | 1:57,59      | 1.           | 1.           | 1:59.48      | 6.           | 10.          | kiesett  | kiesett  |
| Grátz Benjámin                                            | 200 m pillangó   | 1:58,87      | 4.           | 15.          | kiesett      | kiesett      | kiesett      | kiesett  | kiesett  |
| Grátz Benjámin                                            | 200 m vegyes     | 2:01,51      | 6.           | 13.          | 2:00,90      | 5.           | 9.           | kiesett  | kiesett  |
| Grátz Benjámin                                            | 400 m vegyes     | 4:18,49      | 4.           | 7.           |              |              |              | kiesett  | kiesett  |
| Gyurta Gergely                                            | 800 m gyors      | 7:56,50      | 3.           | 8.           |              |              |              | 7:54,32  | 7.       |
| Gyurta Gergely                                            | 1500 m gyors     | 15:05,34     | 3.           | 7.           |              |              |              | 14:57,06 | 4.       |
| Gyurta Gergely                                            | 400 m vegyes     | 4:17,76      | 3.           | 6.           |              |              |              | 4:14,94  | 4.       |
| Holoda Péter                                              | 50 m gyors       | 22,51        | 5.           | 14.          | kiesett      | kiesett      | kiesett      | kiesett  | kiesett  |
| Holoda Péter                                              | 100 m gyors      | 49,59        | 7.           | 25.          | kiesett      | kiesett      | kiesett      | kiesett  | kiesett  |
| Horváth Dávid                                             | 50 m mell        | 28,94        | 5.           | 35.          | kiesett      | kiesett      | kiesett      | kiesett  | kiesett  |
| Horváth Dávid                                             | 100 m mell       | 1:02,04      | 3.           | 26.          | kiesett      | kiesett      | kiesett      | kiesett  | kiesett  |
| Horváth Dávid                                             | 200 m mell       | 2:13,91      | 4.           | 16.          | 2:12,34      | 6.           | 12.          | kiesett  | kiesett  |
| Kenderesi Tamás                                           | 50 m pillangó    | 24,82        | 6.           | 42.          | kiesett      | kiesett      | kiesett      | kiesett  | kiesett  |
| Kenderesi Tamás                                           | 100 m pillangó   | 53,60        | 10.          | 23.          | kiesett      | kiesett      | kiesett      | kiesett  | kiesett  |
| Kenderesi Tamás                                           | 200 m pillangó   | 1:54,79      | 2.           | 2.           | 1:56:02      | 1.           | 3.           | 1:55,39  |          |
| Kis Gergő                                                 | 400 m gyors      | 3:54,76      | 10.          | 35.          |              |              |              | kiesett  | kiesett  |
| Kozma Dominik                                             | 100 m gyors      | 49,51        | 8.           | 22.          | kiesett      | kiesett      | kiesett      | kiesett  | kiesett  |
| Kozma Dominik                                             | 200 m gyors      | 1:48,45      | 5.           | 11.          | 1:47,85      | 6.           | 10.          | kiesett  | kiesett  |
| Pulai Bence                                               | 50 m pillangó    | 24,43        | 7.           | 22.          | kiesett      | kiesett      | kiesett      | kiesett  | kiesett  |
| Pulai Bence                                               | 100 m pillangó   | 52,79        | 3.           | 9.           | 52,73        | 6.           | 10.          | kiesett  | kiesett  |
| Rasovszky Kristóf                                         | 400 m gyors      | 3:54,28      | 3.           | 32.          |              |              |              | kiesett  | kiesett  |
| Rasovszky Kristóf                                         | 800 m gyors      | 8:01,82      | 6.           | 18.          |              |              |              | kiesett  | kiesett  |
| Rasovszky Kristóf                                         | 1500 m gyors     | 15:11,34     | 7.           | 16.          |              |              |              | kiesett  | kiesett  |
| Takács Krisztián                                          | 50 m gyors       | 22,39        | 1.           | 7.           | 22,09        | 3.           | 6.           | 22,07    | 6.       |
| Takács Krisztián                                          | 100 m gyors      | 50,05        | 9.           | 39.          | kiesett      | kiesett      | kiesett      | kiesett  | kiesett  |
| Telegdy Ádám                                              | 200 m gyors      | 1:49,63      | 3.           | 28.          | kiesett      | kiesett      | kiesett      | kiesett  | kiesett  |
| Telegdy Ádám                                              | 100 m hát        | 55,37        | 6.           | 18.*         | kiesett      | kiesett      | kiesett      | kiesett  | kiesett  |
| Telegdy Ádám                                              | 200 m hát        | 1:59.10      | 5.           | 8.           | kiesett      | kiesett      | kiesett      | kiesett  | kiesett  |
| Telegdy Ádám                                              | 50 m pillangó    | 27,71        | 10.          | 62.          | kiesett      | kiesett      | kiesett      | kiesett  | kiesett  |
| Verrasztó Dávid                                           | 400 m vegyes     | 4:14,49      | 1.           | 1.           |              |              |              | 4:13,15  |          |
| Zámbó Balázs                                              | 50 m hát         | 26,70        | 10.          | 38.          | kiesett      | kiesett      | kiesett      | kiesett  | kiesett  |
| Zámbó Balázs                                              | 100 m hát        | 56,39        | 5.           | 34.          | kiesett      | kiesett      | kiesett      | kiesett  | kiesett  |
| Zámbó Balázs                                              | 200 m hát        | 1:59,34      | 4.           | 10.          | kiesett      | kiesett      | kiesett      | kiesett  | kiesett  |
| Holoda Péter Takács Krisztián Bohus Richárd Kozma Dominik | 4 × 100 m gyors  | 3:17,15      | 4.           | 6.           |              |              |              | 3:16,55  | 5.       |
| Telegdy Ádám Kis Gergő Bernek Péter Kozma Dominik         | 4 × 200 m gyors  | 7:12,46      | 1.           | 1.           |              |              |              | 7:12,99  | 7.       |
| Balog Gábor Financsek Gábor Cseh László Bohus Richárd     | 4 × 100 m vegyes | 3:36,81      | 3.           | 3.           |              |              |              | 3:34,12  |          |

*Szétúszásban
Női
| Versenyző                                                                      | Versenyszám      | Előfutam     | Előfutam     | Előfutam     | Elődöntő | Elődöntő | Elődöntő | Döntő    | Döntő    |
| Versenyző                                                                      | Versenyszám      | Idő          | Hely.        | Össz.        | Idő      | Hely.    | Össz.    | Idő      | Helyezés |
| ------------------------------------------------------------------------------ | ---------------- | ------------ | ------------ | ------------ | -------- | -------- | -------- | -------- | -------- |
| Burián Katalin                                                                 | 100 m hát        | 1:02,38      | 6.           | 23.          | kiesett  | kiesett  | kiesett  | kiesett  | kiesett  |
| Burián Katalin                                                                 | 200 m hát        | 2:11,92      | 3.           | 8.           | 2:10,83  | 3.       | 4.       | 2:10,17  | 4.       |
| György Réka                                                                    | 50 m hát         | 30,66        | 10.          | 39.          | kiesett  | kiesett  | kiesett  | kiesett  | kiesett  |
| György Réka                                                                    | 100 m hát        | 1:03,53      | 10.          | 35.          | kiesett  | kiesett  | kiesett  | kiesett  | kiesett  |
| György Réka                                                                    | 200 m hát        | 2:12,24      | 4.           | 9.           | kiesett  | kiesett  | kiesett  | kiesett  | kiesett  |
| György Réka                                                                    | 200 m vegyes     | 2:17,35      | 10.          | 27.          | kiesett  | kiesett  | kiesett  | kiesett  | kiesett  |
| Hosszú Katinka                                                                 | 100 m gyors      | visszalépett | visszalépett | visszalépett | kiesett  | kiesett  | kiesett  | kiesett  | kiesett  |
| Hosszú Katinka                                                                 | 100 m hát        | 59,38        | 1.           | 2.           | 1:00,03  | 1.       | 3.       | 58,94    |          |
| Hosszú Katinka                                                                 | 200 m hát        | 2:08,44      | 1.           | 1.           | 2:09,98  | 1.       | 3.       | 2:07,01  |          |
| Hosszú Katinka                                                                 | 100 m pillangó   | visszalépett | visszalépett | visszalépett | kiesett  | kiesett  | kiesett  | kiesett  | kiesett  |
| Hosszú Katinka                                                                 | 200 m vegyes     | 2:11,55      | 1.           | 1.           | 2:08,60  | 1.       | 1.       | 2:07,30  |          |
| Hosszú Katinka                                                                 | 400 m vegyes     | 4:30,97      | 1.           | 1.           |          |          |          | 4:30,90  |          |
| Jakabos Zsuzsanna                                                              | 200 m pillangó   | 2:10,21      | 3.           | 6.           | 2:08,80  | 3.       | 5.       | 2:07,75  | 4.       |
| Jakabos Zsuzsanna                                                              | 200 m vegyes     | 2:13,29      | 2.           | 6.           | kiesett  | kiesett  | kiesett  | kiesett  | kiesett  |
| Jakabos Zsuzsanna                                                              | 400 m vegyes     | 4:39,10      | 2.           | 4.           |          |          |          | 4:38,39  |          |
| Juhász Adél                                                                    | 800 m gyors      | 8:38,45      | 5.           | 10.          |          |          |          | kiesett  | kiesett  |
| Juhász Adél                                                                    | 1500 m gyors     | 16:28,05     | 2.           | 6.           |          |          |          | 16:22,69 | 6.       |
| Kapás Boglárka                                                                 | 400 m gyors      | 4:09,80      | 2.           | 3.           |          |          |          | 4:03,47  |          |
| Kapás Boglárka                                                                 | 800 m gyors      | 8:27,75      | 1.           | 1.           |          |          |          | 8:21,40  |          |
| Kapás Boglárka                                                                 | 1500 m gyors     | 16:14,43     | 1.           | 1.           |          |          |          | 15:50,22 |          |
| Késely Ajna                                                                    | 100 m gyors      | 56,35        | 4.           | 44.          | kiesett  | kiesett  | kiesett  | kiesett  | kiesett  |
| Késely Ajna                                                                    | 200 m gyors      | 1:59,93      | 4.           | 10.          | 1:58,69  | 3.       | 7.       | 1:58,24  | 6.       |
| Késely Ajna                                                                    | 400 m gyors      | 4:13,13      | 4.           | 10.          |          |          |          | kiesett  | kiesett  |
| Késely Ajna                                                                    | 800 m gyors      | 8:38,02      | 5.           | 9.           |          |          |          | kiesett  | kiesett  |
| Risztov Éva                                                                    | 800 m gyors      | 8:39,81      | 6.           | 12.          |          |          |          | kiesett  | kiesett  |
| Sebestyén Dalma                                                                | 50 m mell        | kizárva      | kizárva      | kizárva      | kiesett  | kiesett  | kiesett  | kiesett  | kiesett  |
| Sebestyén Dalma                                                                | 100 m mell       | 1:09,67      | 6.           | 20.          | kiesett  | kiesett  | kiesett  | kiesett  | kiesett  |
| Sebestyén Dalma                                                                | 200 m mell       | 2:27,92      | 4.           | 10.          | 2:26,53  | 6.       | 10.      | kiesett  | kiesett  |
| Sebestyén Dalma                                                                | 200 m pillangó   | 2:13,31      | 6.           | 17.          | kiesett  | kiesett  | kiesett  | kiesett  | kiesett  |
| Szilágyi Liliána                                                               | 100 m pillangó   | 58,55        | 3.           | 5.           | 57,83    | 3.       | 4.       | 57,54    | 4.       |
| Szilágyi Liliána                                                               | 200 m pillangó   | 2:09,89      | 1.           | 2.           | 2:08,63  | 1.       | 2.       | 2:07,24  |          |
| Verrasztó Evelyn                                                               | 100 m gyors      | 55,29        | 5.           | 14.          | 54,91    | 5.       | 9.       | 56,52    | 8.       |
| Verrasztó Evelyn                                                               | 200 m gyors      | 2:00,78      | 5.           | 17.          | 1.58,66  | 2.       | 5.       | 1:58,16  | 5.       |
| Verrasztó Evelyn                                                               | 100 m pillangó   | visszalépett | visszalépett | visszalépett | kiesett  | kiesett  | kiesett  | kiesett  | kiesett  |
| Verrasztó Evelyn                                                               | 200 m vegyes     | 2:13,13      | 3.           | 5.           | 2:12,93  | 3.       | 4.       | 2:12,91  | 5.       |
| Jakabos Zsuzsanna Verrasztó Evelyn Kapás Boglárka Hosszú Katinka (Késely Ajna) | 4 × 200 m gyors  | 7:57,94      | 2.           | 2.           |          |          |          | 7:51,63  |          |
| Burián Katalin Sebestyén Dalma Juhász Adél György Réka                         | 4 × 100 m vegyes | 4:12,05      | 6.           | 13.          |          |          |          | kiesett  | kiesett  |

Vegyes
| Versenyző                                                                                      | Versenyszám      | Előfutam | Előfutam | Előfutam | Elődöntő | Elődöntő | Elődöntő | Döntő   | Döntő    |
| Versenyző                                                                                      | Versenyszám      | Idő      | Hely.    | Össz.    | Idő      | Hely.    | Össz.    | Idő     | Helyezés |
| ---------------------------------------------------------------------------------------------- | ---------------- | -------- | -------- | -------- | -------- | -------- | -------- | ------- | -------- |
| Bohus Richárd Kozma Dominik Sebestyén Dalma Késely Ajna (Jakabos Zsuzsanna) (Takács Krisztián) | 4 × 100 m gyors  | 3:31,65  | 3.       | 6.       |          |          |          | 3:29,61 | 5.       |
| Balog Gábor Financsek Gábor Verrasztó Evelyn Jakabos Zsuzsanna (Földházi Dávid)                | 4 × 100 m vegyes | 3:53,78  | 1.       | 4.       |          |          |          | 3:49,50 |          |

## Műugrás
Női
| Versenyző                     | Versenyszám   | Selejtező | Selejtező | Döntő   | Döntő    |
| Versenyző                     | Versenyszám   | Pont      | Hely.     | Pont    | Helyezés |
| ----------------------------- | ------------- | --------- | --------- | ------- | -------- |
| Kormos Villő                  | 10 m torony   | 253,10    | 15.       | kiesett | kiesett  |
| Reisinger Zsófia              | 10 m torony   | 207,80    | 18.       | kiesett | kiesett  |
| Kormos Villő Reisinger Zsófia | 10 m szinkron |           |           | 274,74  |          |